# Delmas (Haiti)
Delmas – miasto w Haiti, niedaleko Port-au-Prince, w departamencie Quest; 425 tys. mieszkańców (2008). Trzecie co do wielkości miasto kraju.